# 後龍溪橋 (台1線)
後龍溪橋是位於台灣苗栗縣後龍溪上的一座公路橋樑，承載臺灣省道台1線，最早自日本時代起是一座鐵公路共用橋，在公路橋還沒修建之前，由臺灣總督府鐵道部（臺灣總督府交通局鐵道部的前身）自1920年5月先行興建海線鐵路後龍至公司藔（今龍港站）路段，此路段在跨越後龍溪處所架設「下後龍溪橋」時，一併設計施作公路橋橋墩基礎，該橋橋墩為鋼筋混凝土構造，圓形沉箱深度9公尺，鐵路橋部分先於1922年（大正11年）完工，並隨著海線鐵路於同年10月11日全線通車而啟用；公路橋的部分則在1933年（昭和8年）7月開工，橋寬設計5.5公尺、橋長319公尺，1934年10月26日竣工，同月30日上午11時舉行竣工典禮。
戰後1971年，台1線後龍溪橋曾實施拓寬，交通管制3天，車輛改行駛台13線尖豐公路。
台1線後龍溪鐵公路共用橋使用到1980年代末期，由台鐵局重建鐵路橋，新鐵路橋建造於原橋下游側約100至200公尺處，於1990年通車，自此，鐵路與公路橋各自獨立，不再共用橋墩。舊橋的鐵路部分隨後由台鐵拆除上部鋼鈑梁，而下部結構的橋墩則繼續供台1線公路橋使用。
1990年之後，臺灣省公路局辦理公路四年經建計畫項下之瓶頸公路改善計畫，將台1線縱貫公路後龍～通霄段拓寬，於1995年完成後龍溪橋拓寬改善工程，全長約420至460公尺、寬30公尺，為雙向各3車道之現代化公路橋梁。